# Chaetodon selene
Chaetodon selene är en fiskart som beskrevs av Bleeker, 1853. Chaetodon selene ingår i släktet Chaetodon och familjen Chaetodontidae. IUCN kategoriserar arten globalt som livskraftig. Inga underarter finns listade i Catalogue of Life.